# Kanton Caen-5
Der Kanton Caen-5 ist seit 1973 ein französischer Wahlkreis im Département Calvados in der Region Normandie. Er umfasst einen Teilbereich der Stadt Caen und vier weitere Gemeinden im Arrondissement Caen. Bei der landesweiten Neuordnung der französischen Kantone wurde er 2015 neu geschaffen mit Caen als bureau centralisateur.
Davor trug der Kanton Hérouville-Saint-Clair den Beinamen Caen 5e, obwohl der Stadtteil Hérouville eine eigene Gemeinde formt und der Kanton keinen Gebietsteil in Caen besaß.

## Gemeinden
Der Kanton besteht aus fünf Gemeinden und Gemeindeteilen mit insgesamt 28.259 Einwohnern (Stand: 1. Januar 2022) auf einer Gesamtfläche von 25,78 km²:
| Gemeinde             | Einwohner 1. Januar 2022 | Fläche km² | Dichte Einw./km² | Code INSEE | Postleitzahl |
| -------------------- | ------------------------ | ---------- | ---------------- | ---------- | ------------ |
| Caen                 | 16.716                   | 4,84       | 3.454            | 14118      | 14000        |
| Éterville            | 1.567                    | 4,87       | 322              | 14254      | 14930        |
| Fleury-sur-Orne      | 5.622                    | 6,75       | 833              | 14271      | 14123        |
| Louvigny             | 2.627                    | 5,64       | 466              | 14383      | 14111        |
| Saint-André-sur-Orne | 1.727                    | 3,68       | 469              | 14556      | 14320        |
| Kanton Caen-5        | 28.259                   | 25,78      | 1.096            | 1409       | –            |

1. ↑   Nur der nordöstliche Teil der Gemeinde, der Rest verteilt sich auf die Kantone Caen-1, Caen-2, Caen-3 und Caen-4.

## Politik
| Vertreter im Departementrat | Vertreter im Departementrat   | Vertreter im Departementrat |
| Amtszeit                    | Namen                         | Partei                      |
| --------------------------- | ----------------------------- | --------------------------- |
| 2015–2021                   | Jézabel Sueur Eric Vève       | PS DVG                      |
| 2021–                       | Alexandra Beldjoudi Eric Vève | EELV DVG                    |